# Wie die Karnickel
Wie die Karnickel je německý hraný film z roku 2002, který režíroval Sven Unterwaldt. Snímek měl světovou premiéru dne 12. září 2002.

## Děj
Horst Bömmelburg je kontrabasistou v místním orchestru. Jeho přítelkyně Vera ho poté, co  najde v odpadkovém koši pornofilm, okamžitě ho opustí a nastěhuje se ke své matce.
Horst se spřátelí se svým novým sousedem  Siggim, který mu jako gay dává jiný a mnohem uvolněnější náhled na otázky sexu. Zároveň začíná vztah se slavnou sopranistkou Kriemhild Nastrowou, která právě hostuje v opeře. 
Siggi sám se právě rozešel se svým dlouholetým přítelem Hubertem a žije život mezi známostmi na jednu noc a touhou vrátit se k Hubertovi.

#### Obsazení
| Michael Lott          | Horst Bömmelburg           |
| Sven Walser           | Siegfried „Siggi“ Purzmann |
| Anna Böttcher         | Vera Malkowski             |
| Heinrich Schmieder    | Hubert                     |
| Heinrich Schafmeister | Günther Bienentreu         |
| Andreja Schneider     | Kriemhild Nastrowa         |
| Alfonso Losa          | Benno                      |
| Elke Czischek         | Gilla Bienentreu           |
| Kelly Trump           | sebe sama                  |
| Jochen Stern          | Zacharias Brettschneider   |
| Niels Ruf             | moderátor                  |
| Franka Much           | Simone Booster             |
| Katy Karrenbauer      | Gudrun                     |
| Elisabeth von Koch    | Britta                     |
| Irmhild Wagner        | Siggiho matka              |
| Eva Hatzelmann        | matka Very                 |